# Fan Jie
Fan Jie (forenklet kinesisk: 范洁; traditionelt kinesisk: 範潔; pinyin: Fàn Jié; født 25. oktober 1976 i Beijing) er en kvindelig kinesisk håndboldspiller som deltog under Sommer-OL 2004.
I 2004 kom hun på en 8. plads med de kinesiske hold under Sommer-OL 2004. Hun spillede som målvogter i alle syv kampe.